# آندره گرگوری
آندره گرگوری (به انگلیسی: Andre Gregory) (زاده ۱۱ مهٔ ۱۹۳۴) بازیگر آمریکایی است.
از فیلم‌های معروف او می‌توان به بازی در فیلم ساحل پشه، بعضی دخترها، خداحافظ عاشق، تابستان گذشته در همپتونز و وانیا در خیابان چهل و دوم اشاره کرد.